# Plectromerus
Plectromerus is een kevergeslacht uit de familie van de boktorren (Cerambycidae). De wetenschappelijke naam van het geslacht werd voor het eerst geldig gepubliceerd in 1847 door Haldeman.

## Soorten
Plectromerus omvat de volgende soorten:
- Plectromerus acunai (Fisher, 1936)
- Plectromerus bidentatus Fisher, 1942
- Plectromerus dentipes (Olivier, 1790)
- Plectromerus dezayasi Nearns & Branham, 2008
- Plectromerus distinctus (Cameron, 1910)
- Plectromerus dominicanus (Micheli, 1983)
- Plectromerus exis Zayas, 1975
- Plectromerus fasciatus (Gahan, 1895)
- Plectromerus femoratus (Fabricius, 1793)
- Plectromerus giesberti Nearns & Branham, 2008
- Plectromerus grimaldii Nearns & Branham, 2005
- Plectromerus hovorei Nearns & Branham, 2008
- Plectromerus josephi Nearns & Branham, 2008
- Plectromerus lingafelteri Micheli & Nearns, 2005
- Plectromerus louisantoini Dalens & Touroult, 2007
- Plectromerus michelii Nearns & Branham, 2008
- Plectromerus morrisi Nearns & Branham, 2008
- Plectromerus navassae Nearns & Steiner, 2006
- Plectromerus ornatus Fisher, 1947
- Plectromerus pinicola Zayas, 1975
- Plectromerus pseudoexis Vitali & Haxaire, 2007
- Plectromerus pumilus Cazier & Lacey, 1952
- Plectromerus ramosi Micheli & Nearns, 2005
- Plectromerus roncavei Nearns & Miller, 2009
- Plectromerus serratus (Cameron, 1910)
- Plectromerus tertiarius Vitali, 2004
- Plectromerus thomasi Nearns & Branham, 2008
- Plectromerus turnbowi Nearns & Branham, 2008
- Plectromerus unidentatus Fisher, 1942
- Plectromerus wappesi Giesbert, 1985